# Байпазинська ГЕС
Байпазинська ГЕС - ГЕС на річці Вахш в Хатлонській області Таджикистану. ГЕС входить до Вахшського каскаду ГЕС. Належить ВАХК «Барки Точик».
Має кам'яно-накидну греблю з бетонним екраном розташована близько в 9 км до південного сходу від селища Яван Хатлонської області, Таджикистан. Метою створення греблі ГЕС є вироблення електроенергії. Перші три турбіни Френсіса потужністю 150 МВт були введені в експлуатацію в 1985 році, четверта - в 1986 Водосховище також використовується для зрошення близько 40000 га в долинах Яван і Обікіїк на заході, за допомогою тунелю завдовжки 7,3 км.